# Anaplecta xanthopeltis
Anaplecta xanthopeltis är en kackerlacksart som beskrevs av Morgan Hebard 1921. Anaplecta xanthopeltis ingår i släktet Anaplecta och familjen småkackerlackor.
Artens utbredningsområde är Peru. Inga underarter finns listade i Catalogue of Life.